# Luigi Puecher Passavalli

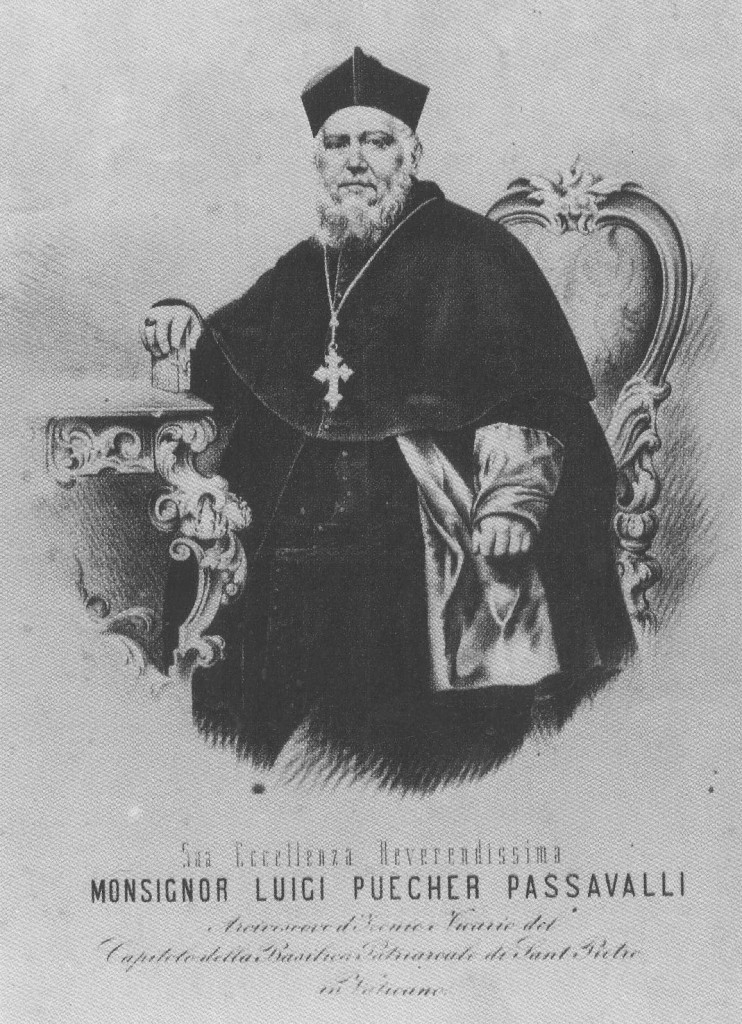
Luigi Puecher-Passavalli

Luigi Puecher Passavalli OFMCap, Ordensname: Luigi a Trento (* 30. September 1821 in Calliano; † 4. Oktober 1897 in Morrovalle) war ein Trientiner Kapuziner und Erzbischof.

## Leben
Luigi Puecher Passavalli, Taufname Josef, absolvierte die Humaniora in Rovereto, Trient und Bozen. 1837 trat er in Ala in den Kapuzinerorden ein. 1843 empfing er die Priesterweihe. Ab 1844 hielt er Fastenpredigten u. a. in den Domen von Trient, Ravenna und Bologna. 1845 kam er als Sekretär seines von Papst Gregor XVI. zum Apostolischen Prediger bestellten Mitbruders Ignazio Signorini (aus Rovereto) nach Rom. 1848 wurde er Sekretär des Generalprokurators des Kapuzinerordens. 1849 nach Trient zurückgekehrt, war er dort von 1852 bis 1855 Provinzialminister der tridentinischen Ordensprovinz. 1855 wurde er als Generaldefinitor in die Ordensleitung berufen und war von 1855 bis 1867 Apostolischer Prediger in Rom, außerdem Konsultor der Ritenkongregation.
1867 ernannte ihn Papst Pius IX. zum (Titular-)Erzbischof von Ikonium (heute Konya) und Kapitelvikar der Basilika St. Peter. Die Bischofsweihe erhielt er am 2. Juni 1867 in Rom durch den deutschen Kurienkardinal Hohenlohe-Schillingsfürst.
Als Konsultor der Ordenskongregation nahm er am Ersten Vatikanischen Konzil teil. Dort hielt er 1869 die Eröffnungsansprache, gehörte aber zu den Gegnern des Infallibilitätsdogmas. Als die letzte Sitzung (18. Juli 1870) stattfand, fehlte er krankheitsbedingt. Die Unpässlichkeit des Prälaten war real, wurde aber nicht geglaubt. Als der Papst an diesem Tag die Konzilsaula betrat, erfuhr er von Puechers Abwesenheit und rief denen, die ihn für krank gehalten hatten, ironisch zu: „Ja, krank im Kopf.“ (“Sì, malato di testa”).
Solcherart an der Kurie in Ungnade gefallen zog sich Puecher nach Morrovalle zurück. Dort ließ er sich von seinem Neffen Silvio mit den Einnahmen aus seinen Veröffentlichungen und der finanziellen Unterstützung seines Bruders Ignazio Puecher Passavalli (1818–1896), Jurist und Schriftsteller, ein Haus bauen, in dem er von 1880 bis zu seinem Tod am 4. Oktober 1897 lebte, studierte, die ihm als Bischof zustehenden Möglichkeiten als Seelsorger ausübte, Gäste empfing und mit berühmten Persönlichkeiten korrespondierte. Er wurde, seinem Wunsch entsprechend, in der Kapelle des Kapuzinerfriedhofs von Civitanova beigesetzt.

## Werke
- Sermo habitus die quo Oecumenicum Concilium auspicatum est …, 1869
- Le prediche fatte al palazzo apostolico, 4 Bände, 1872–1874
- Panegirici, 1875
- Prediche dette al popolo, 1884;
- M. de Lacunza, La seconda venuta di Gesù Cristo in Gloria e Maestà, 3 Bände, 1884–1886
- Ricordi e lettere (1870–97), hrsg. von Attilio Begey und Alessandro Favero, 1911